# Hampton megye
Hampton megye az Amerikai Egyesült Államokban, azon belül Dél-Karolina államban található. Megyeszékhelye és legnagyobb városa Hampton. Lakosainak száma 18 561 fő (2020. április 1.). Hampton megye Bamberg, Jasper, Effingham, Allendale, Colleton, Beaufort és Screven megyékkel határos.

## Népesség
A megye népességének változása:
| Lakosok száma | 21 059 | 20 791 | 20 738 | 20 408 | 20 049 | 18 561 |
|               | 2010   | 2011   | 2012   | 2013   | 2015   | 2020   |